# Борятино (Тульская область)
Борятино — село в Воловском районе Тульской области России.
В рамках административно-территориального устройства является центром Борятинского сельского округа Воловского района, в рамках организации местного самоуправления входит в Турдейское сельское поселение.

## География
Расположено на реке Сухая Плота, в 19 км к юго-востоку от районного центра, посёлка городского типа Волово, и в 94 км к юго-востоку от областного центра — Тулы. 

## Население
| 2002 | 2010 |
| ---- | ---- |
| 137  | ↘97  |